# Ziracuaretiro
Ziracuaretiro là một đô thị thuộc bang Michoacán, México. Năm 2005, dân số của đô thị này là 13792 người.